# Municipio de Mecosta
El municipio de Mecosta (en inglés, Mecosta Township) es una subdivisión administrativa del condado de Mecosta, Míchigan, Estados Unidos. Según el censo de 2020, tiene una población de 2744 habitantes.

## Geografía
Está ubicado en las coordenadas 43°36′7″N 85°30′1″O / 43.60194, -85.50028 (43.601875, -85.500172). Según la Oficina del Censo de los Estados Unidos, tiene una superficie total de 93.1 km², de la cual 88.1 km² corresponden a tierra firme y 5.0 km² es agua.

## Demografía
Según el censo de 2020, hay 2744 personas residiendo en la zona. La densidad de población es de 31,1 hab./km². El 92.71% de los habitantes son blancos, el 0.55% son afroamericanos, el 0.29% son amerindios, el 0.29% son asiáticos, el 0.04% es isleño del Pacífico, el 0.84% son de otras razas y el 5.28% son de una mezcla de razas. Del total de la población, el 2.22% son hispanos o latinos de cualquier raza.

## Gobierno
El municipio está gobernado por una junta de tres miembros: un supervisor/asesor, un secretario (clerk) y un tesorero. Además hay designados hay un asesor adjunto, un secretario adjunto y un tesorero adjunto.